# نیروی کوزوو
نیروی کوزوو (انگلیسی: Kosovo Force) یک نیروی حافظ صلح بین‌المللی و نظامی در کوزوو به رهبری ناتو است. نیروی کوزوو پس از پلیس کوزوو و مأموریت حاکمیت قانون اتحادیه اروپا، به ترتیب سومین نیروی واکنش امنیتی است، که نیروهای حافظ صلح ناتو با آنها در هماهنگی نزدیک کار می‌کنند. عملیات این نیرو به تدریج در حال کاهش است تا زمانی که نیروی امنیتی کوزوو، که در سال ۲۰۰۹ تأسیس شد، خودکفا شود.
نیروی کوزوو در ۱۲ ژوئن ۱۹۹۹ یک روز پس از تصویب قطعنامه ۱۲۴۴ شورای امنیت سازمان ملل متحد، وارد کوزوو شد. در آن زمان، کوزوو با بحران انسانی شدیدی روبرو بود و نیروهای نظامی یوگسلاوی در درگیری‌های روزانه علیه ارتش آزادی‌بخش کوزوو فعالیت می‌کردند. تا آن زمان تقریباً یک میلیون نفر به‌عنوان پناهنده از کوزوو گریخته بودند که بسیاری از آنها برای همیشه آنجا را ترک کردند.
در حال حاضر ۲۸ کشور در نیروی کوزوو مشارکت دارند، که تقریباً ۴۶۸۶ پرسنل نظامی در آن حضور دارند.